# Pineville, Missouri
Pineville är administrativ huvudort i McDonald County i Missouri. Det ursprungliga namnet var Marysville.